# Kravaršćica
Kravaršćica ili Kravaščica je rječica u središnjoj Hrvatskoj koja izvire u Vukomeričkim goricama a ulijeva se u srednjem toku u rijeku Kupu. Kroz Vukomeričke gorice protječe u dužini od 30,9 km. Kravaršćica ima značajan vodeni potencijal, osobito u donjem toku, dok se u gornjem toku može okarakterizirati kao rječica ili potok koji varira s vodenim potencijalom ovisno o godišnjem dobu.

### Krajobraz
Kravaršćica izvire na prostoru općine Kravarsko, u naselju Gornji Hruševec (blizu zaseoka Popovići), ispod vrha "Severić" 218 m. 
Od izvora teće prema zapadu između naselja na sjeveru Gladovec Kravarski, Kravarsko, Novo Brdo, Čakanec, i na jugu Gornji Hruševec, Gornja Opatija gdje se probija kroz središnji masiv uravnjenog niskog gorja Vukomeričke gorice i stvara dolinu široku od 1 do 2 km. Kod naselja Čakanec mjenja smjer i zaokreće prema jugozapadu te između naselja Lukinić Brdo i Dubranec sasvim mijenja smjer prema jugu gdje širi dolinu od 2 do 3 km, te se kod naselja Lijevo Sredičko ulijeva u rijeku Kupu.

### Hidrografija
Srednja širina Kravaršćice u gornjem toku iznosi između 2 i 4 metra, dubina oko pola metra, u srednjem toku širina joj je od 4 do 6 metara a dubina oko metar, dok je u donjem toku blizu ušća Kravaršćica je široka do 10 metara a dubina joj je oko 4 metra.

### Biljnji i životinjski svijet
Kravaršćica obiluje ribljim vrstama koje, osobito u fazi mriješćenja, putuju uzvodno prema izvoru gdje često ostanu zarobljene u mrtvicama za vrijeme ljetnih suša kada je protok vode u gornjem dijelu minimalan. 
Od ribljih vrsta poznate su som, štuka, šaran, smuđ, bijelka uz obilje riječnih rakova i školjaka što je privuklo koloniju sivih čaplji koje obitavaju u "Popovom Gaju" ispod naselja Gornji Hruševec. U dolini žive i divlje patke a od grabežljivaca sivi sokol i lisica. Česti gosti, osobito gornjeg toka Kravaršćice, su i divlje svinje koje po plićacima love ribu.
U dolini Kravaršćice većinom su obrađene površine koje spadaju u sjenokoše zbog iznenadnih oscilacija razine vode često se izlije iz korita i poplavi katkad i čitavu dolinu te uglavnom nema oranica. Tamo gdje područja nisu obrađena rastu vrbe, topole, joha i na pojedinim ocjeditim mjestima jasen, borovica i divlji šipak. Ponegdje se obronci spuštaju u samu dolinu te se na tim mjestima nalaze oranice ili šume graba i hrasta kitnjaka, s rastom nadmorske visine počinje hrast lužnjak, a zatim bukva po vrhovima i ponegdje na najvišim točkama oaze smreke. Na južnim obroncima vrlo česte su i šume kestena s lijeskom.